# 176e division de fusiliers (2e formation)
Pour les articles homonymes, voir 176e division.
La 176e division de fusiliers (russe : 176-я стрелковая дивизия) est une division d'infanterie de l'Armée rouge pendant la Seconde Guerre mondiale.
Elle est formée au sein de la 32e armée du front carélien en février 1944, sur la base de deux brigades de fusiliers navals. Fin juillet, elle avança vers la ville finlandaise d'Ilomantsi mais fut bientôt encerclée et contrainte de s'échapper avec de lourdes pertes. À la suite de ce fiasco, la division fut déplacée vers le sud-ouest pour rejoindre le 36e corps de fusiliers qui faisait partie de la 31e armée au début de l'offensive Vistule-Oder en janvier 1945. Au cours des combats en Prusse orientale, elle reçut un honneur de bataille et une décoration avant de se déplacer avec cette armée vers la région frontalière tchécoslovaque et de mettre fin à la guerre en avançant vers Prague. Elle fut dissoute quelques mois après la capitulation allemande.

## Historique
Une première 176e division de fusiliers est créée en 1939 et devient en 1943 la 129e division de fusiliers de la Garde (en). Une nouvelle 176e division de fusiliers est formée le 12 février 1944 au sein de la 32e armée du front de Carélie, à partir des 65e et 80e brigades de fusiliers navals et selon le tableau d'organisation d'une division de fusiliers du 10 décembre 1942.

### 65ebrigade de fusiliers marins
Cette brigade avait été formée en octobre 1941 dans le district militaire de l'Oural et affectée au Front carélien en décembre. Elle s'appuyait sur un cadre de la flotte du Pacifique et rejoignit le groupe opérationnel Maselskoi le 5 janvier 1942. En avril, elle fut intégrée à la 32e armée et la brigade resta sur le front relativement inactif entre Belomorsk et le lac Onega jusqu'à ce qu'elle soit dissoute pour former la nouvelle 176e.

### 80ebrigade de fusiliers marins
Bien que ses origines soient quelque peu différentes, la 80e brigade navale avait un itinéraire similaire à la 65e. Elle avait été formée en octobre 1941 à Kotelnikovo dans le district militaire du Caucase du Nord et avait été transféré dans la réserve du haut commandement suprême en décembre. Son personnel provenait de la flotte de la mer Noire, de la flottille caspienne et de plusieurs écoles navales. En janvier 1942, elle fut affectée au groupe opérationnel Kemskaya qui fut rebaptisé 26e armée du front de Carélie en avril. Elle resta dans cette armée jusqu'en février 1943, date à laquelle elle fut déplacée vers le sud pour rejoindre la 32e armée et resta sous ce commandement jusqu'à ce qu'elle soit utilisée pour aider à former la 176e.
Les régiments et autres sous-unités de la nouvelle division reçurent pour la plupart les numéros d'unités dissoutes au début de la guerre et non encore réformées :
- 52e régiment de fusiliers
- 55e régiment de fusiliers
- 63e régiment de fusiliers
- 728e régiment d'artillerie [5]
- 33e bataillon antichar
- 64e compagnie de reconnaissance
- 243e bataillon de sapeurs
- 197e bataillon de transmissions (plus tard 1405e compagnie de transmissions)
- 128e bataillon médical/sanitaire
- 80e compagnie de défense chimique (Anti-gaz)
- 368e compagnie de transport automobile
- 105e boulangerie de campagne
- 331e hôpital vétérinaire divisionnaire
- 738e station postale de campagne
- 1668e bureau de campagne de la Banque d'État

Le colonel Alekseï Grigorevitch Kaverine reçoit le commandement de la division le jour de sa formation, mais cela fut relativement de courte durée puisque le colonel. Vasilii Ivanovitch Zolotarev prend la relève le 19 avril ; cet officier sera promu au grade de major général le 20 avril 1945 et restera aux commandes pendant toute la durée de la guerre. Début mars, l'armée ne compte que deux autres divisions de fusiliers ( 289e et 313e) et deux brigades, de sorte que la 176e reste sous le contrôle direct de l'armée pendant les mois suivants.

### Bataille d'Ilomantsi
Le 10 juin, les forces du front de Léningrad et du front de Carélie lancent l'offensive qui allait finalement chasser la Finlande de l'Axe, mais cela n'impliqua pas immédiatement la 32e armée. Après avoir subi de graves défaites, l'armée finlandaise a commencé à retrouver son équilibre au cours des deux dernières semaines de juillet. La 32e armée lance une avancée le 26 juillet en direction d'Ilomantsi, en Carélie du Nord, en utilisant les 176e et 289e divisions de fusiliers avec un soutien limité en matière de blindés et d'artillerie, malgré le fait que cela ne se dirige vers aucun objectif stratégique. À ce moment-là, la STAVKA avait apparemment conclut que remporter une victoire décisive contre la Finlande nécessiterait plus de troupes et de ressources qu'elle n'était prête à en consacrer aux prochaines offensives en Allemagne. L'attaque semble initialement être un succès puisque les deux divisions atteignent la frontière de 1940 et poussent vers la zone où la 155e division de fusiliers avait été bloquée en 1939. Les renforts finlandais arrivent le 28 juillet et commencèrent à contre-attaquer trois jours plus tard. Dès le 1er août, ils coupent la seule route au 176e, retournant à la tactiques des motti utilisée pendant la guerre d'hiver. Trois brigades de fusiliers avec un soutien blindé ont été organisées pour percer vers les divisions encerclées. Bien que cela n'ait pas réussi, cela a suffisamment distrait les forces finlandaises pour qu'un grand pourcentage des hommes de poche puissent s'échapper et s'échapper à travers les forêts denses, perdant ainsi leur équipement lourd et leurs véhicules. Les derniers hommes se sont échappés le 10 août. La Finlande et l'URSS concluent un armistice le 4 septembre. Le colonel Zolotarev n'a pas été blâmé pour la débâcle de son unité et conserve son commandement.

## En Allemagne et en Tchécoslovaquie
Début octobre, les trois divisions de fusiliers de la 32e armée sont regroupées au sein d'un nouveau 135e corps de fusiliers et la 176e reste sous ces commandements jusqu'à la mi-novembre, lorsque le front de Carélie est dissous et la division transférée dans la réserve du Haut Commandement Suprême où elle rejoint le 134e corps de fusiliers, toujours au sein de la 32e armée. Au début de la nouvelle année, elle avait été affectée comme division de fusiliers distincte dans la 31e armée du 3e front biélorusse qui se préparait à envahir la Prusse orientale plus tard en janvier ; à cette époque, elle avait été affectée au 36e corps de fusiliers, qui comprenait également les 173e et 352e divisions de fusiliers. Elle restera sous le commandement de ce corps pendant toute la durée de la guerre.
Lors de l'avancée sur Königsberg, lea176e, avec son corps, fut affecté à la 5e armée avant de revenir à la 31e armée fin mars. Le 5 avril, la division reçoit le titre honorifique de « Mazurie » pour sa participation aux batailles pour la région des lacs de Mazurie. Elle fut en outre distinguée le 26 avril par l'attribution de l'Ordre de Souvorov, 2e classe, pour ses combats au sud-ouest de Königsberg.
Plus tard en avril, l'ensemble de la 31e armée est retiré du 3e front biélorusse et s'est déplacé vers le sud. Au cours des trois dernières semaines de la guerre, la 176e division et son armée sont sous le commandement du 1er front ukrainien et avancent en Tchécoslovaquie.

## Après la guerre
La division porte le titre complet de 176e division de fusiliers de Mazurie, ordre de Souvorov (russe : 176-я стрелковая Мазурская ордена Суворова дивизия) à la fin des combats. Selon l'ordonnance STAVKA no 11096 du 29 mai 1945, partie 8, la 176e est répertoriée comme l'une des divisions de fusiliers à « dissoudre sur place », ce qui a eu lieu en juillet 1945.